# نظام‌نامه تخصیص آب
این نظامنامه در اجرای ماده ۲۱ قانون توزیع عادلانه آب و به منظور روشن نمودن فرایندهای درخواست، بررسی و صدور مجوز تخصیص آب و در نهایت پایش و گزارش‌گیری از آن برای شرکتهای سهامی آب منطقه‌ای تهیه شده‌است.
محدودیت منابع آب تجدید شونده و تقاضای روزافزون برای آب در بخش‌های مختلف مصرف، اهمیت و حساسیت مدیریت منابع آب را افزایش داده‌است. این حساسیت بویژه در دوره‌های خشکسالی نمود بیشتری دارد. تجربه کشورهای مختلف در زمینه مدیریت منابع آب نشان می‌دهد که اعمال مدیریت صحیح بر منابع آب به میزان زیادی محدودیت‌ها و مشکلات ناشی از کمبود منابع آب را تعدیل می‌بخشد. در این راستا نظاممندسازی فرایند تخصیص آب راهکاری راهبردی و اقدامی اساسی جهت دستیابی به امنیت آبی و توسعه پایدار منابع آب تلقی می‌گردد.
تدوین و استقرار یک نظام منسجم تخصیص آب با ایجاد تعادل منطقی بین عرضه و تقاضا و بهره‌برداری از منابع متناسب با توان و پتانسیل آنها یکی از الزامات مدیریت صحیح بر منابع آب می‌باشد. مروری بر سازوکارهای گذشته در نحوه تخصیصآب حاکی از فقدان یک نظام تخصیص آب بهم پیوسته و عدم وجود معیارهای مشخصی بود که تعیین‌کننده حد و اندازه مجاز برداشت آب از منابع آب باشد.

## منبع
1. ↑  https://www.skhrw.ir/cs/Circulars/39/45/نظام-نامه-تخصیص-آب
2. ↑  https://www.yzrw.ir/cs/Download/51/16